# Albertibas
Albertibas eller Alberti-bas (også kaldet harpebas) er en speciel slags musikalsk ledsagelse eller akkompagnement der især fandt anvendelse inden for den klassiske musik. Den er opkaldt efter Domenico Alberti (ca. 1710-40),
som skal have været den første, der i vid udstrækning benyttede denne klaversats.
Det drejer sig om en arpeggio (it. arpa: harpe, efterlignende greb i harpen, harpeagtig) en slags brudt ledsagelse hvor de enkelte toner i akkorden ikke spilles samtidig, men efter hinanden i en rækkefølge der kan være "dybeste, højeste, midterste, højeste tone" (rækkefølgen er dog ikke fastlagt og kan altså variere). Mønstret bliver så tilbagevendende gentaget. Et kendt eksempel er begyndelsen af Mozarts klaviersonate i c-dur, KV 545:
| Åbening af Mozart's piano sonata K545 | K545, 1. sats - Allegro Omdannet fra Mutopia public domain MIDI Er der problemer med lyden? Se da eventuelt Hjælp:Ogg Vorbis eller "Media help" (engelsk) |
|                                       | K545, 1. sats - Allegro Omdannet fra Mutopia public domain MIDI Er der problemer med lyden? Se da eventuelt Hjælp:Ogg Vorbis eller "Media help" (engelsk) |

I reglen bliver Alberti-bas anvendt i værker for tangentinstrumenter, og da spillet med venstre hånd; dog har den også været brugt for andre instrumenter som for eksempel i Béla Bartóks 5. strygekvartet fra 1934.